# 7A busz (Mezőkövesd)
A mezőkövesdi 7A jelzésű autóbuszok a Vajda János utcai autóbusz-forduló és a Dózsa György utca 3. között közlekednek. A járatot Mezőkövesd autóbuszvonal-hálózatának részeként a Volánbusz üzemelteti.

## Közlekedése
A busz két lakótelepi jellegű területet, a Vajda János utcát, illetve a Dózsa György utcát köti össze, az alap 7-es busszal ellentétben tesz egy kanyart a vasútállomásra is, további megállókat kiszolgálva. Csak munkanapokon közlekedik egyetlen, délután a Dózsa György utcától induló indítással, iskolai napokon van további egy, reggeli, ellentétes irányú járata. Menetideje 11 perc.

## Megállóhelyei
| 0  | Vajda János utca forduló végállomás | 11 | 2B, 5Y, 7, 7B |
| 1  | Váci Mihály utca                    | 10 | 2B, 5Y, 7, 7B |
| 2  | Egri utca 7.                        | 9  | 2B, 5Y, 7, 7B |
| 3  | SZTK rendelőintézet                 | ∫  | 2, 2A, 2B, 5C, 5D, 5E, 5Y, 6A, 6B, 7B, 8 4001, 4010, 4016, 4017, 4023                                                                                  |
| 4  | Széchenyi utca 21.                  | 7  | 2, 2A, 2B, 5C, 5D, 5E, 5Y, 6A, 6B, 7B, 8, 8A 1344, 1377, 1468, 4001, 4010, 4016, 4017, 4023                                                            |
| 5  | Vasútállomás                        | 6  | 2, 2A, 2B, 5C, 5D, 5E, 5Y, 6A, 6B, 6C, 7B, 8, 8A, 8B 4001, 4010, 4016, 4017, 4023 személyvonat, sebesvonat, gyorsvonat, expresszvonat                  |
| 6  | Ifjúság út 2.                       | 5  | 6C, 7B, 8, 8A, 8B |
| 7  | Katolikus Iskola                    | 4  | 2, 2A, 2B, 5, 5C, 5D, 5F, 5Y, 6A, 6B, 6C, 8, 8A, 8B 4013                                                                                               |
| ∫  | Cukrászüzem                         | 3  | 2, 2A, 2B, 5C, 5D, 5F, 5Y, 6A, 6B, 6C, 7, 7B, 8C 4013                                                                                                  |
| 8  | Mátyás király utca 87.              | ∫  | 5, 5C, 5D, 5E, 5F, 5Y, 6C, 6D, 7, 7B, 8C |
| 9  | Szent László tér                    | 2  | 5, 5C, 5D, 5E, 5F, 5Y, 6C, 6D, 7, 8, 8A, 8C 1341, 1375, 1379, 1380, 3416, 3749, 4001, 4005, 4006, 4007, 4008, 4013, 4015, 4017, 4018, 4023, 4026, 4030 |
| 10 | Gimnázium                           | 1  | 5, 5C, 5D, 5E, 5F, 5Y, 6C, 6D, 7, 8, 8A, 8C 1341, 1377, 1379, 1380, 1382, 3416, 3749, 4001, 4005, 4006, 4007, 4008, 4017, 4023, 4027, 4030             |
| 11 | Dózsa György utca 3. végállomás     | 0  | 5, 5C, 5D, 5E, 5F, 5Y, 6, 6C, 6D, 7, 8, 8A, 8C |